# The Width of a Circle (caja recopilatoria)
The Width of a Circle -En español: El ancho de un círculo- es una caja recopilatoria póstuma del músico británico David Bowie, publicada el 28 de mayo de 2021 a través de Parlophone Records.
La caja contiene material grabado durante 1970, incluyendo temas grabados para la BBC durante enero de 1970, versiones alternativas de canciones los dos primeros álbumes de Bowie, y canciones inéditas del mismo período, incluyendo «Holy Holy» y «London Bye, Ta-Ta».
Varios temas de la caja fueron incluidos en álbumes de rarezas como Bowie at the Beep, Sound + Vision, y el recopilatorio Five Years 1969-1973. La caja se lanzó en el marco de la celebración del cincuenta aniversario del álbum The Man Who Sold the World, lanzado en noviembre de 1970.

## Contenido

### Portada
La foto de cubierta del álbum muestra a Bowie con el atuendo de la portada de The Man Who Sold the World (con un vestido azul, un tocado para el pelo de color negro, y su cabello largo y rizado). Bowie mira a la cámara y sostiene con una de sus manos un carta de rey de naipes franceses. 

### Canciones
El primer disco contiene 14 canciones grabadas durante el programa de radio de la BBC, The Sunday Show presentado por John Peel. La sesión fue grabada el 5 de febrero de 1970 y transmitido por primera vez el 8 de febrero. La única canción ausente de la actuación es una versión de la canción «I'm Waiting for the Man» de the Velvet Underground. Varias de éstas canciones salieron publicadas en el álbum de 2000 Bowie at the Beeb.
El segundo disco contiene 5 canciones de The Looking Glass Murders, aka Pierrot In Turquoise, un especial de televisión grabado a mediados de enero y a principios de febrero de 1970. El CD también incluye algunos sencillos y rarezas.
El 25 de marzo de 1970, Bowie grabó una sesión para el programa Sounds of the 70s en el Teatro Playhouse en Londres. El disco finaliza con 5 nuevas remezclas hechas por el productor Tony Visconti.

## Lista de canciones
| Disco uno |                                                           |          |  |
| N.º       | Título                                                    | Duración |  |
| 1.        | «Amsterdam» (BBC Live Session)                            | 3:31     |  |
| 2.        | «God Knows I'm Good» (BBC Live Session)                   | 3:36     |  |
| 3.        | «Buzz the Fuzz» (BBC Live Session)                        | 3:27     |  |
| 4.        | «Karma Man» (BBC Live Session)                            | 4:10     |  |
| 5.        | «London Bye, Ta-Ta» (BBC Live Session)                    | 3:21     |  |
| 6.        | «An Occasional Dream» (BBC Live Session)                  | 3:23     |  |
| 7.        | «The Width of a Circle» (BBC Live Session)                | 5:54     |  |
| 8.        | «Janine» (BBC Live Session)                               | 4:01     |  |
| 9.        | «Wild Eyed Boy from Freecloud» (BBC Live Session)         | 4:42     |  |
| 10.       | «Unwashed and Somewhat Slightly Dazed» (BBC Live Session) | 6:27     |  |
| 11.       | «Fill Your Heart» (BBC Live Session)                      | 3:10     |  |
| 12.       | «The Prettiest Star» (BBC Live Session)                   | 3:18     |  |
| 13.       | «Cygnet Committee» (BBC Live Session)                     | 9:18     |  |
| 14.       | «Memory of a Free Festival» (BBC Live Session)            | 3:42     |  |

| Disco dos |                                                    |          |  |
| N.º       | Título                                             | Duración |  |
| 1.        | «When I Live My Dream»                             | 3:37     |  |
| 2.        | «Columbine»                                        | 1:34     |  |
| 3.        | «Harlequin»                                        | 1:28     |  |
| 4.        | «Threepenny Pierrot»                               | 1:57     |  |
| 5.        | «When I Live My Dream» (Reprise)                   | 1:55     |  |
| 6.        | «The Prettiest Star» (Alternative Mix)             | 3:10     |  |
| 7.        | «London Bye, Ta-Ta»                                | 2:40     |  |
| 8.        | «London Bye, Ta-Ta» (1970 Stereo Mix)              | 2:39     |  |
| 9.        | «Memory of a Free Festival (Part 1)»               | 4:03     |  |
| 10.       | «Memory of a Free Festival (Part 2)»               | 3:34     |  |
| 11.       | «Holy Holy»                                        | 3:13     |  |
| 12.       | «Waiting for the Man» (Sounds of the 70s)          | 5:43     |  |
| 13.       | «The Width of a Circle» (Sounds of the 70s)        | 5:38     |  |
| 14.       | «Wild Eyed Boy from Freecloud» (Sounds of the 70s) | 4:45     |  |
| 15.       | «The Supermen» (Sounds of the 70s)                 | 3:21     |  |
| 16.       | «The Prettiest Star» (2020 Mix)                    | 3:34     |  |
| 17.       | «London Bye, Ta-Ta» (2020 Mix)                     | 2:42     |  |
| 18.       | «Memory of a Free Festival» (2020 Mix)             | 5:23     |  |
| 19.       | «All the Madmen» (2020 Mix)                        | 3:27     |  |
| 20.       | «Holy Holy» (2020 Mix)                             | 3:28     |  |